# Keirut Wenzel
Keirut Wenzel (* 30. März 1972 in Herford) ist ein deutscher Schauspieler, Komiker, Stand-up-Comedian, Kabarettist, Moderator  und Lehrer.

## Leben
Er wuchs in Bonn auf, wo er an der Rheinischen Friedrich-Wilhelms-Universität Bonn Biologie mit Schwerpunkt Genetik studierte und abschloss.
Bereits während seiner Schulzeit am Clara-Schumann-Gymnasium in Bonn war er auf der Bühne mit den Comedy Crocodiles (bestehend aus ihm, Oliver Bröker, Bastian Pastewka und Bernhard Hoëcker, letztere zwei ebenfalls von vorgenannter Schule) und in verschiedenen Fernsehsendungen im Comedybereich tätig. Nach Abschluss des Biologiestudiums entschied Wenzel sich dazu, hauptberuflich Schauspieler und Komiker zu werden, und besuchte 1998 und 1999 in London Workshops in verschiedenen Schauspielschulen. Zurück in Deutschland absolvierte er im Jahr 2000 die Köln Comedy Schule, wo er 2001 für die Sat.1-Sendung Was guckst du?! mit Kaya Yanar entdeckt wurde.
Ab 2002 tourte Wenzel auf der Bühne als Stand-up-Comedian mit seinem Soloprogramm Ich bin so happy! durch Deutschland. Sein zweites Soloprogramm perfekt verplant von 2007/2008 wurde von Sat.1 Comedy komplett aufgezeichnet und ausgestrahlt. Ausschnitte aus diesen Programmen spielte er mehrmals in den WDR-Sendungen NightWash und Fun(k)haus und in der BR-Sendung Ottis Schlachthof. Aktuell ist Wenzel mit seinem Soloprogramm Das Bakterium schlägt zurück unterwegs, in dem er zeigt, wie amüsant und kurzweilig Wissenschaft sein kann, und wo er seine Erfahrungen und sein Wissen als Diplombiologe auf der Bühne einfließen lässt.
Seine ersten Moderationen zeigte Wenzel monatlich von 2002 bis 2007 in der Comedyshow Wednesday Night Live in Bonn. Später wurde Wenzel Stammmoderator im Ersten Kölner Wohnzimmertheater in Köln, u. a. auch bei der Schräg-of-Show im Kölner Comedyfestival.
Aktuell moderiert Wenzel monatlich die Comedyshow Juxmix, in der etablierte Künstler auf einer sehr kleinen Bühne im Heimathirsch in Köln-Nippes auftreten. Neben unterschiedlichen Comedy- und Kabarettshows, Galas und Events moderiert Wenzel außerdem deutschlandweit einige der Bühnenliveshows der TV-Sendung Nightwash.

## Fernsehauftritte
Darsteller
- Was guckst du?! (Sat.1)
- Guckst du weita! (Sat.1)
- Die Anrheiner (WDR Fernsehen)
- Die Harald Schmidt Show (Sat.1)
- ARD-Morgenmagazin (Das Erste, eigene Rubrik)
- Privatfernsehen (Das Erste)
- Die Sendung mit der Maus (Das Erste)
- Pastewka (Sat.1)
- Leider lustig (KiKa)

Stand-Up-Comedy
- NightWash (WDR Fernsehen)
- Ottis Schlachthof (Bayerisches Fernsehen)
- Comedy Club Kookaburra (Sat.1 Comedy)
- Fun(k)haus (WDR Fernsehen)
- Soloprogramm perfekt verplant (Komplettaufzeichnung, Sat.1 Comedy)